# Bedřich Jahn
Bedřich Jahn (8. března 1876, Praha – 12. dubna 1942, Poděbrady) byl český advokát, v letech 1935–1940 ředitel Městských divadel pražských.

## Rodina, osobní život
Byl nejstarším synem pražského advokáta, vinohradského starousedlíka JUDr. Bedřicha Jahna (1846–1917) a Isabelly Voglové (1856–1919). Jeho otec byl členem městské rady a ředitelem Vinohradské záložny. Až do své smrti v roce 1917 vykonával otec funkci intendanta Městského divadla na Král. Vinohradech. Díky svému otci se znal a přátelil s mnoha uměleckými osobnostmi, např. F. A. Šubrtem, Václavem Štechem, Josefem Wenigem, Jindřichem Mošnou, Vendelínem Budilem, Hanou Kvapilovou, manželi Benoniovými, Marií Laudovou, Josefem Šmahou, manžely Bittnerovými, Jakubem Seifertem a zvláště s K.H.Hilarem a také měl možnost zhlédnout v Divadle na Vinohradech všechny premiéry i řadu dalších představení.
Jeden z předků Bedřicha Jahna, Jan Quirin Jahn (1739–1796) byl autorem první opony pražského Nostitzova divadla.
Bedřich Jahn vystudoval práva a převzal po otci advokátní kancelář. Byl také presidentem disciplinární rady pro advokáty. V roce 1913 se oženil s Julií Kučerovou, herečkou (1889–1963), která působila v Divadle na Vinohradech v létech 1908–1915 , se kterou měla syny Bedřicha a Jiřího. Jahn ovládal několik jazyků – němčinu, francouzštinu, italštinu a angličtinu. Často navštěvoval divadla v zahraničí (divadelní hry v Salcburku, Vídeň, Paříž, Milán, Řím, Berlín, Mnichov, Lipsko, Drážďany, Hamburg, Londýn, divadelní festival v Moskvě v roce 1936, aj.) aby viděl zahraniční tvorbu a seznámil s cizími autory a umělci (osobně se znal např. s Luigim Pirandellem, Armandem Salacrouem, Charlesem Vildracem aj .). Jahn se pohyboval v kruzích literátů a umělců, byl členem Dramatického svazu, na počátku každé sezóny zval k sobě do bytu vedoucí pracovníky a celý umělecký soubor divadla a také významné osobnosti kulturního světa a autory.

## Působení v Městských divadel pražských

### Nástup do divadla
Jahn byl členem a funkcionářem Spojeného družstva Národního divadla, spravujícího Městská divadla pražská. V letech 1918–1924 vykonával v družstvu funkci revizora účtů, od roku 1925 byl členem správního výboru, v roce 1931 se stal jednatelem a v roce 1933 místopředsedou. K.H.Hilar vyslovil jako první názor, že by se Jahn měl stát v budoucnu ředitelem Městských divadel. Od 8. dubna 1935 vystřídal odstupujícího Dr. Františka Fuksu ve funkci ředitele Městských divadel pražských (Městské divadlo na Král. Vinohradech a Komorní divadlo).

### Repertoár divadel za Dr.Jahna
Po nástupu na ředitelské křeslo zavedl v Komorním divadle takzvaný Literární cyklus, což byla řada umělecky náročnějších her a představení, čímž sledoval zkvalitnění repertoáru divadla a omezil konverzační repertoár scény. Literární cyklus obsahoval v každé sezóně pět až sedm her. Tento čin povznesl Komorní divadlo v očích kritiky a zbavil je příhany bulvární scény.
Za období působení Dr. Jahna bylo uvedeno v obou divadlech (Městské na Král. Vinohradech a Komorní) celkem 169 premiér, zahrnujících 175 her, z toho 11 her pro děti. Českých her bylo 71 (46 na Vinohradech, 25 v Komorním). Z toho 37 her bylo uvedeno na scéně poprvé.

### Soubor divadel za Dr. Jahna
Hlavní oporu ve své činnosti při hledání nové cesty pro divadlo našel Jahn v B.Stejkalovi, Fr.Salzerovi, Fr.Langerovi a F.Tetauerovi.
Herecký soubor divadla byl za doby jeho působení doplněn např. o Natašu Gollovou, Svatopluka Beneše, Miloše Nedbala, Václava Vosku, Annu Letenskou a Jiřinu Štěpničkovou, od sezóny 1936/1937 jako stálého hosta. Režisérská práce byla svěřena především Bohuši Stejskalovi (vrchní režisér od roku 1936, později i umělecký šéf) a Františku Salzerovi (vrchní režisér od r. 1939). Dalšími režiséry byli i Jan Bor, který rezignoval v roce 1936 na funkci uměleckého šéfa a Gabriel Hart a Jan Port, který režíroval zvláště hry pro děti. Od sezóny 1937/1938 byli režiséry jmenováni i herci Jiří Plachý a Antonín Kandert. Dramaturgem divadla byl dr. Frank Tetauer, uměleckým poradcem pak František Langer. Šéfem výpravy byl Josef Wenig (zemřel 1939). S divadlem externě spolupracovali v uvedené době také výtvarníci František Zelenka, Jan Zrzavý, František Kysela, Vlastislav Hofman, Antonín Heythum, Lev Šimák, František Tröster, Jan Zázvorka, Zdeněk Tůma a další.

### Odchod z divadla
Jahn působil v Městských divadel pražských až do roku 1940, kdy byl po útocích fašistického tisku, vyslyšených provozovatelem divadla – pražskou radnicí a primátorem dr. Klapkou – donucen dne 9. února 1940 odstoupit a byl nahrazen generálním zplnomocněncem pražské radnice JUDr. Vladimírem Říhou.
Za působení Dr. Jahna v Městských divadlech pražských bylo na památku režiséra K.H.Hilara dne 22. října 1939 odhaleno ve foyeru Divadla na Vinohradech bronzové poprsí tohoto umělce od sochaře Břetislava Bendy.
V roce 1942 zemřel JUDr. Bedřich Jahn při léčebném pobytu v Poděbradech náhle na infarkt. Byl pohřben do rodinné hrobky na Vinohradském hřbitově.

## Citát
| „                   | Kdybych měl někam zařadit dr. Jahna, tak mezi tiché pozorovatele. Divadlo měl upřímně rád. Jako ředitel také brzy prokázal cit pro divadelní provoz i umění. Když jsme měli po úspěšné premiéře, potom úplně zářil. | “ |
| — František Kovářík | |   |

## Literární dílo
- 1917 Divadla za Koňskou a Žitnou branou (vyd. Spolek pro městské záležitosti vinohradské)
- 1940 Pět let ředitelem Městských divadel pražských (vyd. Melantrich)
- Různé odborné články v časopisech Právník, Hospodářská politika, aj.

## Z repertoáru divadla v letech 1935–1940

### Městské divadlo
- 1935 František Langer: Jízdní hlídka, režie Jan Bor
- 1935 Aristofanés: Lysistrata, režie Jan Bor
- 1936 William Shakespeare: Timon athénský, režie Bohuš Stejskal
- 1936 Molière: Škola žen, režie Bohuš Stejskal
- 1936 Ch.Perrault: Šípková Růženka, režie Jan Port
- 1936 G. B. Shaw: Caesar a Kleopatra, režie František Salzer
- 1937 Sidney Kingsley: Newyorský přístav, režie František Salzer
- 1937 Alexander Kornejčuk: Zkáza eskadry, režie Bohuš Stejskal
- 1937 William Shakespeare: Večer tříkrálový nebo Cokoli chcete, režie František Salzer (uváděno v létě 1938 a 1939 také ve Valdštejnské zahradě)
- 1937 Pierre Corneille: Cid, režie Bohuš Stejskal
- 1937 Henrik Ibsen: Peer Gynt, režie Bohuš Stejskal
- 1937 Josef Kajetán Tyl: Fidlovačka, režie František Salzer (nově nastudováno ke 30. výročí existence Městského divadla)
- 1937 František Langer: Dvaasedmdesátka, režie Bohuš Stejskal
- 1938 Carlo Goldoni: Sluha dvou pánů, režie František Salzer
- 1938 Josef Kajetán Tyl: Jan Hus, režie František Salzer
- 1938 Božena Němcová: Babička, režie Jan Port
- 1939 William Shakespeare: Veselé ženy Windsdorské, režie Bohuš Stejskal
- 1939 Friedrich Schiller: Panna Orleánská, režie František Salzer
- 1939 William Shakespeare: Zkrocení zlé ženy, režie František Salzer
- 1940 Molière: Misantrop, režie Bohuš Stejskal

### Komorní divadlo
- 1935 Yvan Noé: Kristian, režie Bohuš Stejskal
- 1935 W. O. Somin: Atentát, režie Otomar Korbelář
- 1935 Noel Coward: Padlí andělé, režie František Salzer
- 1936 Václav Štech: Třetí zvonění, režie Gabriel Hart
- 1936 Frank Tetauer: Diagnosa, režie František Salzer
- 1936 August Strindberg: Tanec smrti, režie Gabriel Hart
- 1936 K. J. Erben, A.Kučerová-Fischerová: Tři zlaté vlasy Děda-Vševěda, režie Jan Port
- 1937 Thomas Dekker: Modrý pondělek, režie Petr Lotar
- 1937 Edmond Konrád: Ráj srdce, režie František Salzer
- 1938 F. F. Šamberk: Kulatý svět, režie Antonín Kandert
- 1938 Viktor Dyk: Veliký mág, režie Bohuš Stejskal (představení navštívil 25. ledna 1939 i prezident dr. Emil Hácha)
- 1938 Jiří Mahen: Ulička odvahy, režie František Salzer
- 1938 Luigi Pirandelli: Dnes večer improvizujeme, režie Bohuš Stejskal
- 1939 F. X. Svoboda: Poslední muž, režie Gabriel Hart
- 1939 Francois Mauriac: Našeptávač, režie František Salzer
- 1939 J. Nestroy: Zloduch Lumpacivagabundus, režie Jiří Plachý
- 1939 G. B. Shaw: Pygmalion, režie Jiří Plachý
- 1939 Oscar Wilde: Vějíř lady Windermerové, režie František Salzer
- 1940 Thornton Wilder: Naše městečko, režie František Salzer

## Osobnosti české kultury o Dr.Bedřichu Jahnovi
Svatopluk Beneš
- Ředitel Jahn byl velmi činorodý. Nespoléhal jen na dramaturga, ale sám ovlivňoval utváření repertoáru. Jakmile se v cizině objevila nějaká pozoruhodná hra, nelenil a jel se na ni podívat. Usiloval o upevnění poměrů divadla, o spravedlivé ocenění členů souboru a především o to, aby si Městská divadla pražská vydobyla zpět pověst tak vynikající, jakou měla za Hilara.[21]
- Jedním z jeho prvních požadavků bylo okamžité usměrnění činnosti Komorního divadla. Jako novinku zavedl Literární cyklus, jehož hry inscenovali režiséři Salzer a Stejskal. S Medou Valentovou nebyla obnovena smlouva a jeho přičiněním stanula na vinohradské scéně Jiřina Štěpničková.[21]

Vladimír Hlavatý
- Dr. Bedřich Jahn byl noblesní člověk aristokratického zjevu a strašně miloval divadlo. Hlavní dramaturgii si vedl sám. Nebylo mu zatěžko jezdit do Francie, francouzštinu myslím dokonale ovládal, aby hledal zajímavé dramatické texty, třeba i prvotiny. Jezdil i na Východ, odkud chtěl přivést i nějaké sovětské kusy. Pořídil si placatou čepici a jel s partou prominentních divadelníků do Moskvy. Myslím, že to byl Werich, který, když se na něho podíval, řekl: "Pane doktore, myslíte, že vás budou považovat za bolševika...?" Jahn ale z Moskvy přivezl slavnou Kornejčukovu hru Zkáza eskadry, kterou jsme pak na Vinohradech hráli...[22]
- Dr. Jahn pořádal – jako novinku – takzvané salóny...Byli zde přítomni všichni pražští kritici, kteří měli čas, a výkvět režisérstva a herectva obou hlavních pražských divadel. Tento cerkl pořádal dr. Jahn tak dvakrát do roka.[22]

Edmond Konrád
- Ve chvíli plného rozkvětu uměleckého i hospodářského a uprostřed sezony prožívají Městská divadla pražská náhlý, těžký otřes. Ředitel dr.Jahn se vzdal své funkce. O příčinách této resignace není jasno. Buďtež jakékoliv, mezi divadelníky budí hlubokou lítost. Úspěchy, kterých se Městská divadla dočkala pod klidným a pevným vedením Jahnovým, patří k nejlepším jejich dobám.[23]

A. M. Píša
- Pro bezpředmětné útoky na umělecky i hmotně úspěšnou činnost Městských divadel vzdal se jejich dosavadní ředitel dr. Jahn své funkce...Sluší se k tomu podotknouti, že odstupující ředitel se zasloužil o Městská divadla, která za svého působení povznesl z předchozího úpadku a která i poslední dobou vykazují vzestup po stránce repertoární i reprodukční, zatím co zároveň činohra Národního divadla se ocitá v Prozatímním divadle v obojím směru na patrném sestupu.[24]

Jindřich Vodák
- Ředitelem byl dr. Jahn representačním a divadlu vřele oddaným, zcela zamilovaným do divadelních věcí a šťastným každou známkou rozkvětu...Je vzácností mezi řediteli, jak on pro srovnávání a rozhled chodíval také do jiných divadel než do svého, jak často a často zajížděl do zahraničních divadel pro sbírání repertoáru, jak uměl z vlastních svých nálezů přispívat k jeho modernosti a přitažlivosti...Divadlo mělo v něm stálou vzpruhu, stálou pobídku, nadšence a znalce, který už svou přítomností pobízel síly ke vzepětí.[25]